# Burg Neuhaus (Liebenau)

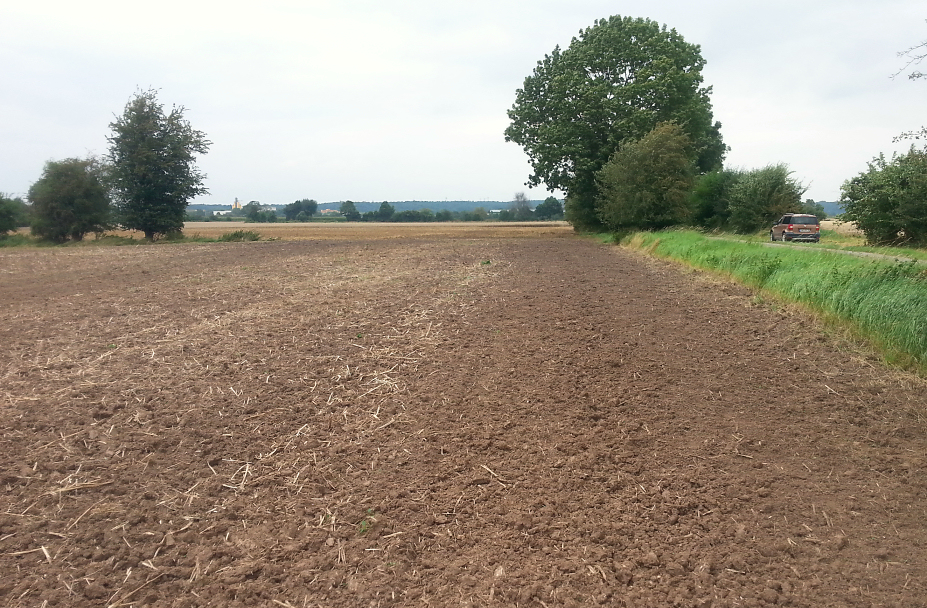
Die Burgstelle auf einem heutigen Acker

Die Burg Neuhaus ist eine abgegangene Burg südlich von Liebenau im Landkreis Nienburg/Weser in Niedersachsen. Die Burgstelle liegt heute auf einer landwirtschaftlich genutzten Fläche unweit der Weser.

## Beschreibung
Die Burg war eine mittelalterliche Niederungsburg. Über ihre ursprüngliche Gestalt ist bekannt, dass die 1242 errichtete Anlage aus einem Bergfried bestand und zu dieser Zeit von einem Wall umgeben war. 1279 wurde die Burg mit einer Ringmauer befestigt. Nach ihrer Zerstörung im Jahr 1335 oder 1346 blieb die Burg eine Ruine, deren Reste bis um 1850 vollständig abgetragen wurden.  
Heute erscheint die Burgstelle als rechteckige, etwa einen halben Meter hohe Erhebung mit einer Größe von 100 × 50 Meter. Im Luftbild ist der frühere Burggraben als helle Bodenverfärbung sichtbar. Eine Grabenausbuchtung nach Westen deutet auf eine ehemals vorhandene Vorburg hin.

## Geschichte
Nachdem das Bistum Minden 1241 umfangreiche Ländereien zwischen Marklohe und Schlüsselburg von den Grafen von Oldenburg erworben hatte, sicherte Bischof Wilhelm das Gebiet gegen die Grafschaft Hoya durch den Bau der Burg Neuhaus („castrum novum“). 
Zur Burg gehörte eine Zollstelle an der Weser, deren Einnahmen bis 1320 verpfändet waren. Bis zum 14. Jahrhundert war die Burg ein bevorzugter Aufenthaltsort der Mindener Bischöfe. Nachdem die Grafen von Wölpe die Burg besetzt hatten, erlangte sie Bischof Otto 1270 nach Zahlung einer hohen Geldsumme wieder zurück. Nach einem Verrat durch drei Burgmänner im Jahr 1335 gelang es den Grafen von Hoya, die Burg einzunehmen und zu zerstören. Aus ihren steinernen Resten sollen die Burg Liebenau und die St.-Laurentius-Kirche in Liebenau erbaut worden sein.

## Forschungsgeschichte
Die Lage der historisch überlieferten Burg war lange unbekannt. 1999 nahm ein Privatpilot in der Liebenauer Gemarkung Luftbilder mit Bewuchsmerkmalen in Getreidefeldern auf. Die Aufnahmen ließen auf den Standort der Burgstelle schließen. Später führten ehrenamtliche Mitarbeiter der Kommunalarchäologie der Schaumburger Landschaft auf dem Areal Begehungen durch. Diese führten zum Auffinden von Metallobjekten und Fragmenten von mittelalterlichen Keramikgefäßen des 13. und 14. Jahrhunderts. 2017 erfolgte durch Studierende der Universität Göttingen eine geophysikalische Prospektion mittels Magnetometer. Dabei wurden im Boden Strukturen festgestellt, die auf Gebäudereste schließen lassen. Eine archäologische Untersuchung hat bisher nicht stattgefunden.